# محوطه شاهزاده عبدالله (تپه و مقبره)
محوطه شاهزاده عبدالله (تپه و مقبره) مربوط به دوران پیش از تاریخ ایران باستان -متاخر دوران‌های تاریخی پس از اسلام است و در شهرستان خرم‌آباد، دهستان کرگاه غربی، روستای کاوه کالی واقع شده و این اثر در تاریخ ۱۲ بهمن ۱۳۸۱ با شمارهٔ ثبت ۷۱۰۷ به‌عنوان یکی از آثار ملی ایران به ثبت رسیده است.